# Smolenice
Smolenice é um município da Eslováquia, situado no distrito de Trnava, na região de Trnava. Tem 28,97 km² de área e sua população em 2024 foi estimada em 3228 habitantes.

## Demografia
| Ano:        | 1994 | 2004   | 2014   | 2024   |
| ----------- | ---- | ------ | ------ | ------ |
| Broj ljudi: | 3211 | 3235   | 3358   | 3228   |
| Razlika:    |      | +0,74% | +3,80% | -3,87% |

| Ano:               | 2023 | 2024   |
| ------------------ | ---- | ------ |
| Número de pessoas: | 3242 | 3228   |
| Diferença:         |      | -0,43% |